# Séisme de 1905 en Calabre
Le séisme de 1905 en Calabre est un tremblement de terre qui s'est produit le 8 septembre 1905 à 2 h 43. Frappant le sud de l'Italie il a une magnitude de moment de 7,9 et une intensité maximale de Mercalli de XI ( extrême ). Premier tremblement de terre majeur du XXe siècle, il a gravement endommagé des parties des iles Lipari, la province de Messine et une grande zone entre Cosenza et Nicotera faisant  entre 557 et 2 500 victimes,,,.

## Dommage
Le tremblement de terre a touché particulièrement la région de la Calabre, détruisant  25 villages et 14 000 maisons.

## Voir également
- Liste des tremblements de terre en Italie